# Brunneria longa
Brunneria longa es una especie de mantis de la familia Coptopterygidae.

## Distribución geográfica
Se encuentra en Brasil y Bolivia.